# San José (Upala)
San José, chiamato anche Pizote, è un distretto della Costa Rica facente parte del cantone di Upala, nella provincia di Alajuela.